# 柞田秋祭り
柞田秋祭り（くにたあきまつり）とは香川県観音寺市柞田町の秋季の祭礼行事である。

## 開催情報

### 日程
- 毎年、10月の第2週末（土、日）に開催される。
- 土曜日は宵祭りと呼ばれ、ちょうさは各地域を巡る。

### 場所
須賀神社、日枝神社、山田神社、境八幡神社各神社で奉納される。

## ちょうさ

### 特徴
提灯などライトアップされる太鼓台が多い。

### 掛け声・唄
ここでは太鼓台で使われる掛け声と唄を一部紹介する（詳細は外部リンク「=ねずみや=」を参照）。
掛け声
「よーいさーじゃー、よいよいさーじゃー、○○さーは日本一じゃー」　○○には地区名が入る。
「さーよーーいやさー、さーよーーいやさー」
「そうりゃ、そうりゃ」
「どっこい！まがしたーよよさのさじゃーよいよい！よいよい！」
「どしたんぞー若い衆！、やったるでー若い衆！」
唄
- デカンショ節
- ノーエ節
- 東京音頭
- 伊勢音頭
- よかち○節
- ひとつ寝たほいの　よっさほいの　ほいほい

## ちょうさ一覧

### 須賀神社
- 中出太鼓
- 下出太鼓
- 北岡太鼓

### 日枝神社
- 八丁太鼓
- 油井太鼓
- 油井子供太鼓
- 山王太鼓
- 下野太鼓
- 大畑太鼓
- 上出太鼓

### 山田神社
- 黒淵太鼓

### 境八幡神社
- 山田太鼓
- 山田子供太鼓

## 逸話
- 総々代・総代・若頭・掛合・棒頭・会計・交通・世話人とほとんどの地区では、8つの役割に分けられる。
- 掛合は、太鼓台の運行の時に掛け声及び唄を歌う人のことを言う。
- 会計は、御花といって自治会費など集めたり集まったお金の計算する人のことである。
- 御花を払った場合は、御礼として物をくれる各地区によって変わる。　例：はがき、タオル等
- 各神社に御神輿が一台はある。
- 年番といって毎年、各神社に入る時の順番が決められる。
- 柞田町内にある香川県観音寺市立柞田小学校に柞田町内全ての太鼓台が集まる時がある。